# Planorbis
Planorbis is een geslacht van Gastropoda uit de familie Planorbidae, levend in het zoete water, dat fossiel bekend is vanaf het Oligoceen. Tegenwoordig leven er nog enkele soorten van dit geslacht. Het wordt beschouwd als (waarschijnlijk parafyletische) ondergeschiktheid van de waterlongslakken (Basommatophora) in de longslakken (Pulmonata). Planorbis planorbis (Linnaeus 1758) is de typesoort van dit geslacht.

## Beschrijving
Planorbis heeft een in het platte vlak gewonden schelp. De spits is hierbij omsloten door de 'woonkamer'. De diameter van de schelp bedraagt circa 2,25 centimeter. Hoewel schelpen in moderne literatuur meestal afgebeeld worden alsof zij rechtsgewonden zijn, zijn de dieren op grond van hun anatomie linksgewonden.
De behuizing is bijna planispiraal, slechts een beetje verzonken aan de onderkant. Aan de buitenkant is een doorzichtige kiel gevormd. Als de behuizing overeenkomstig is georiënteerd, horizontaal met de opening links, is de spiraal aan de bovenkant verzonken. De dieren dragen de behuizing zijwaarts gekanteld met de onderkant naar boven.

## Verspreiding
De soort van het geslacht leeft in langzaam stromende of staande rivieren en meren in het ondiepe water van de oeverzones. In zuurstofrijke wateren kunnen ze echter ook in de diepten leven, met een met water gevulde longholte, zodat twee soorten (planorbis en carinatus) pas in 1982 in het meer van Lunz werden ontdekt door een duiker op een diepte van zeven meter, waarvan de aanwezigheid voorheen onbekend was. Het geslacht is wereldwijd verbreid. De vertegenwoordigers van het geslacht Planorbis zijn de eerste tussengastheer voor Alaria alata, een bij hondachtigen parasiterende zuigworm.

## Europese soorten
Een selectie van soorten uit dit geslacht:
Subgenus Planorbis
- † Planorbis amblytropis Sandberger, 1874
- † Planorbis anceps Sacco, 1884
- Planorbis atticus Bourguignat, 1852
- Planorbis carinatus O.F. Müller, 1774
- † Planorbis fischeri Wenz, 1919
- Planorbis intermixtus Mousson, 1874
- Planorbis kubanicus Soldatenko & Starobogatov, 1998
- † Planorbis lignitarum Michelotti, 1861
- Planorbis macedonicus Sturany, 1894
- Planorbis moquini Requien, 1848
- Planorbis planorbis Linnaeus, 1758
- † Planorbis skhiadicus Bulowski, 1895
- † Planorbis transylvanicus Neumayr, 1874
- Planorbis vitojensis Gloer & Pesic, 2010

Subgenus Crassiplanorbis
- Planorbis (Crassiplanorbis) presbensis Sturany, 1894